# 松商学園高等学校
松商学園高等学校（まつしょうがくえんこうとうがっこう）は、長野県松本市県三丁目にある私立高等学校。

## 概要
1898年に起源となった私塾「私立戊戌学会」が創立された。戦前からの古い木造校舎なども残り、2011年10月、本館と講堂、柔剣道場が国の登録有形文化財に登録された。略称は「松商」（まつしょう・まっしょう）、文化祭は「松商祭」。
フジテレビのドラマ『白線流し』のロケ地や漫画『orange』のモデルになったとされる。

## 設置学科
- 商業科
  - 会計ファイナンスコース
  - ITメディアコース
  - 経営マネジメントコース
- 普通科
  - 特進コース
  - 文理コース
  - 総合コース

## 沿革
- 1898年8月 - 木澤鶴人が松本市上土町（大手4丁目）に私立戊戌学会を創立。
- 1900年4月 - 文部省令実業学校規定による私立松本戊戌学校に改め、財団法人とし通年制にする[1]。
- 1902年9月 - 松本戊戌商業学校と改称[1]。
- 1911年10月 - 片倉財閥の今井五介の支援により経営難から脱却し、校名を松本商業学校と改称。
- 1913年6月 - 松本市埋橋に校舎を新築し移転[1]。
- 1936年2月 - 松本市大字筑摩県町（県3丁目）に校舎を新築。
- 1944年4月 - 戦時措置に伴い、商業学校としては閉鎖され「明道工業学校」（機械科、金属工業科）に転換[2]。
- 1946年1月 - 明道工業学校廃止。
- 1948年3月 - 新学制により松商学園高等学校と改名。定時制を併設。
- 1970年3月 - 定時制廃止。
- 2008年1月 - 韓国釜山市の釜慶高校と提携。
- 2009年 - 中校舎完成。

## 部活動
- 運動部 - ★硬式野球、★軟式野球、★男子バレーボール、★女子バレーボール、★男子バスケットボール、女子バスケットボール、★サッカー（男子）、★テニス、★ソフトテニス（女子）、★卓球、★柔道（女子）、剣道、弓道、陸上競技、トワリングバトン、バドミントン、空手道、ウエイトリフティング
- 学芸部 - ビジネス情報技術、放送、吹奏楽、新聞、書道、コンピューター、茶道、棋道、写真、箏曲、インターアクトクラブ
- 同好会 - 軽音楽、環境自然学習会、ハングル、漫画アニメーション、美術、科学、ダンス、英語

★は特待生対象クラブ。
特に硬式野球部は特に夏の甲子園出場については全国でも北海高等学校に次ぐ37回出場。2021年夏（第103回）で勝利を収めたことにより、「大正」「昭和」「平成」「令和」の「4元号勝利」を記録した。春の高校バレーや全国高等学校サッカー選手権大会、ウィンターカップ、NHK杯全国高校放送コンテストにも多く出場している。空手道部は内閣総理大臣杯全国空手道選手権大会で全国優勝した経験がある。

### 野球部
夏の甲子園出場 37回
- 1922年（第8回） - ベスト4
- 1924年（第10回） - 準優勝
- 1927年（第13回） - ベスト4
- 1928年（第14回） - 優勝
- 1940年（第26回） - ベスト4
- 1991年（第73回） - ベスト8

春の甲子園出場 16回
- 1926年（第3回） - 準優勝
- 1927年（第4回） - ベスト4
- 1959年（第31回） - ベスト8
- 1991年（第63回） - 準優勝

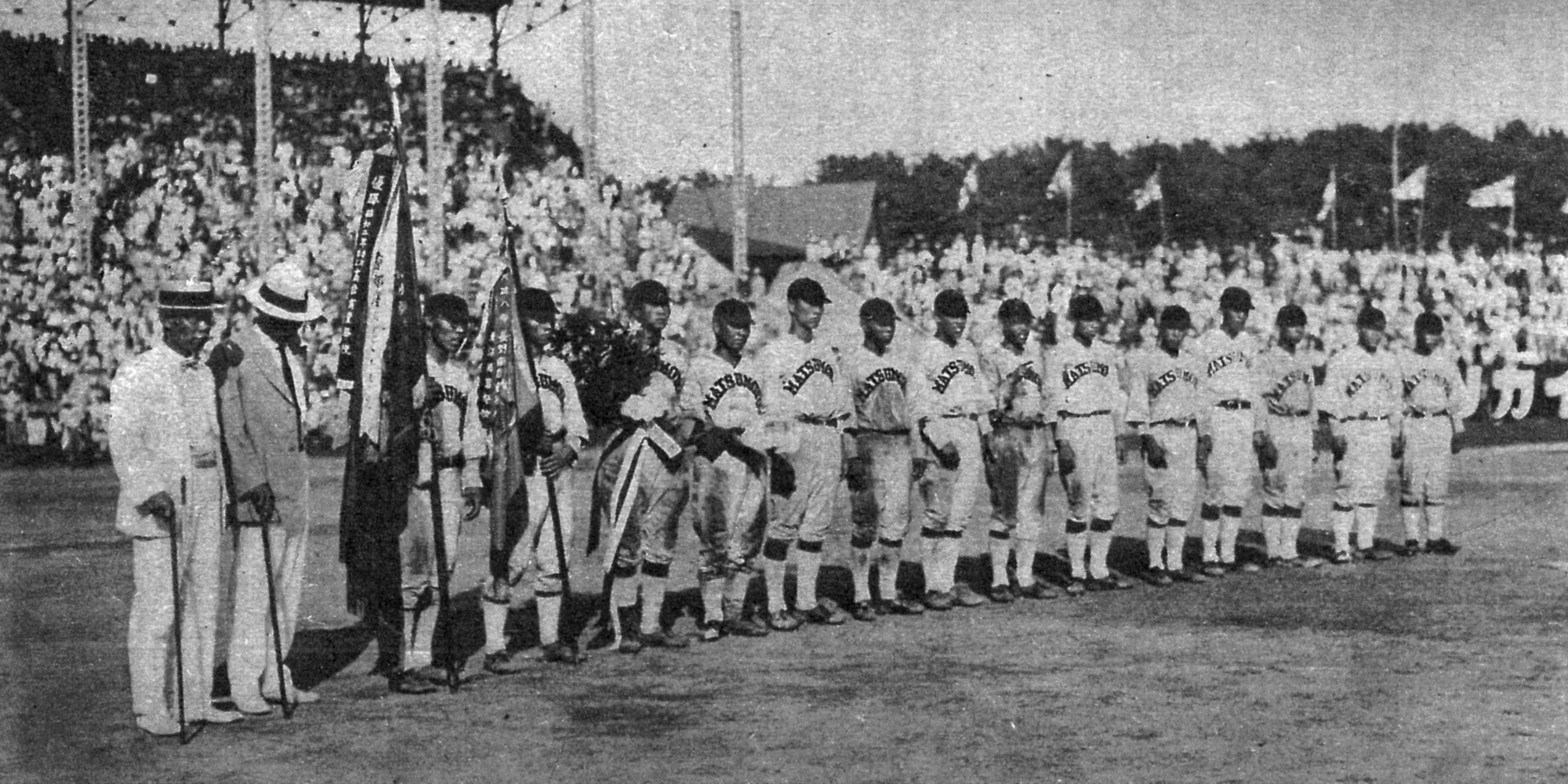
昭和3年夏の甲子園で優勝した松本商業チーム

その他、1985年に明治神宮大会、1991年に国体で優勝している。また、中島治康、上田佳範、直江大輔、田中健太郎など12人のプロ野球選手を輩出している。

### サッカー部
- 全国高校サッカー出場 13回

平成以降、サッカー部も全国大会の常連となり、今までにJリーガー2人を輩出している。高橋義希はサガン鳥栖にてチーム史上最年少のキャプテンとして活躍。U-20日本代表としてトゥーロン国際大会にも参加。
第92回全国高校サッカー選手権大会（2013年度）で、1回戦・2回戦に勝ち県勢として7年ぶりに16強入りしたが、3回戦で敗れた。県勢の1回戦突破は5年ぶり、松商学園としては17年ぶりだった。

### 男子バレーボール部
- 春の高校バレー出場 6回
- 高校総体出場 16回

### 女子バレーボール部
- 春の高校バレー出場 16回
- 高校総体出場 15回

## 校歌
作詞：高野辰之、作曲：信時潔

## 出身者
- 深沢松美 - 第4代松本市長
- 花村四郎 - 弁護士、政治家
- 矢口孝次郎 - 関西大学第22代学長
- 糸魚川祐三郎 - 和歌山大学初代学長
- 上條隆 - 体育学者
- 山岡勝人 - 作詞家、作家
- CANDLE JUNE - キャンドルアーティスト

芸能人・マスコミ
- 中村まゆみ - 舞台女優
- 小林一恵 - 舞台女優
- 秋本奈緒美 - 俳優
- 岩岡翔子 - ファゴット奏者
- 北野喜美子 - ヴァイオリニスト
- 小穴浩司 - 元アナウンサー
- 中島久美子 - テレビプロデューサー
- ヤポンスキーこばやし画伯 - 元・ヤポンスキー
- 吉原正皓 - 俳優
- 守屋亨香 - 声優、タレント

サッカー
- 神田渉馬
- 高橋義希
- 小松蓮
- 臼井弘貴

野球
- 矢島粂安
- 中島治康
- 高野百介
- 北原昇
- 島方金則
- 吉水幸夫
- 手塚明治
- 平林栄治
- 土屋亨
- 村瀬秀孝
- 溝上治一
- 沖実郎
- 宮沢澄也
- 吉沢岳男
- 堀内庄
- 木次文夫
- 中村修一郎
- 塩原明
- 三沢今朝治
- 川島正幸
- 川村一明
- 川村正太郎
- 柳沢裕一
- 上田佳範
- 辻竜太郎
- 田中健太郎
- 呉本成徳
- 深江真登
- 直江大輔

- 足立修(野球部監督)
- 小尾淳美(前野球部監督)

その他
- 丸山健治 - バスケットボール
- 津金恵 - 柔道
- 出口クリスタ - 柔道
- 出口ケリー - 柔道